# Catherina Ijkens

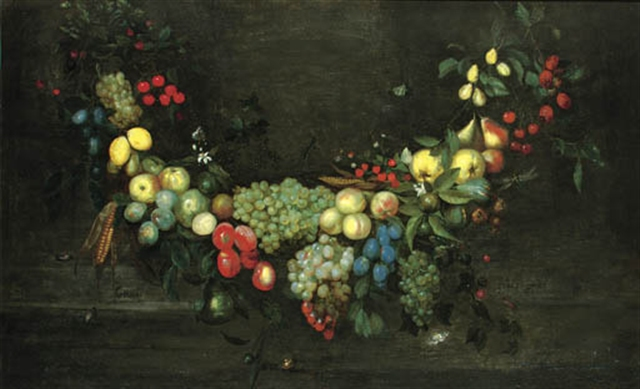
Corbeille de fruits

Catherina Ijkens est une artiste peintre du XVIIe siècle.
Née en 1659 à Anvers, elle a peint des natures mortes et des fleurs.

## Sources
- Les Femmes dans les livres scolaires, par Brigitte Crabbé, Marie-Lucie Delfosse, Lucia Gaiardo, Ghislaine Verlaeckt, Evelyne Wilwerth,  éd. Pierre Mardaga, 1985, p. 188
- Germaine Greer, The obstacle race: the fortunes of women painters and their work, Tauris Parke Paperbacks, 2001, p. 241.